# Município de Holmes (condado de Crawford, Ohio)
O município de Holmes (em inglês: Holmes Township) é um município localizado no condado de Crawford no estado estadounidense de Ohio. No ano de 2010 tinha uma população de 1.339 habitantes e uma densidade populacional de 14,71 pessoas por km².

## Geografia
O município de Holmes encontra-se localizado nas coordenadas 40° 52′ 14″ N, 83° 01′ 51″ O. Segundo a Departamento do Censo dos Estados Unidos, o município tem uma superfície total de 91.03 km², da qual 90,9 km² correspondem a terra firme e (0,15 %) 0,13 km² é água.

## Demografia
Segundo o censo de 2010, tinha 1.339 pessoas residindo no município de Holmes. A densidade populacional era de 14,71 hab./km².